# Schleithal
Schleithal település Franciaországban, Bas-Rhin megyében. Lakosainak száma 1387 fő (2022. január 1.). Schleithal Seebach, Salmbach, Siegen és Wissembourg községekkel határos.

## Népesség
A település népessége az elmúlt években az alábbi módon változott:
| Lakosok száma | 1473 | 1463 | 1482 | 1428 | 1411 | 1394 | 1383 | 1393 | 1387 |
|               | 2013 | 2015 | 2016 | 2017 | 2018 | 2019 | 2020 | 2021 | 2022 |